# طورانية

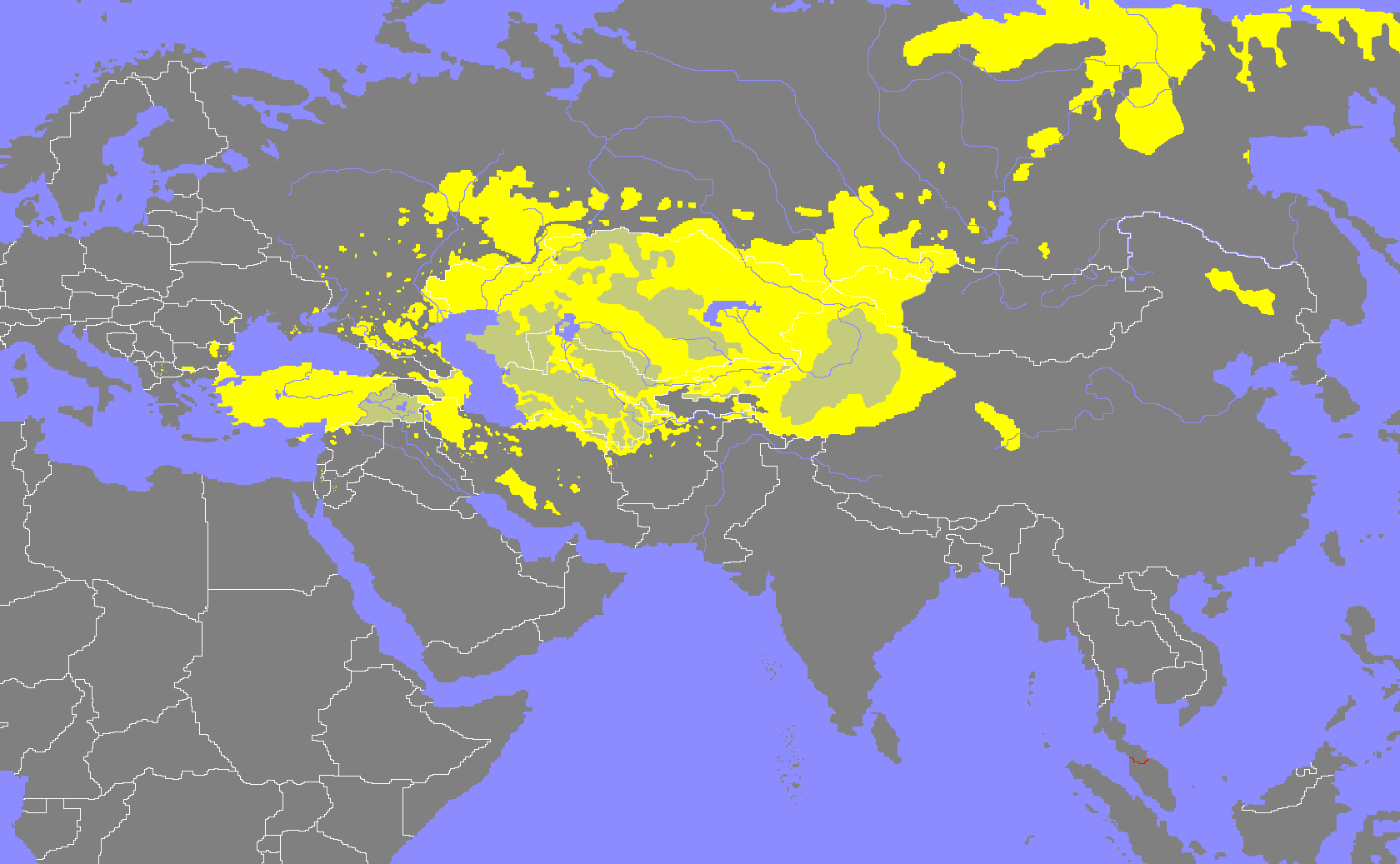

الطورانية أو البانطورانية هي حركة سياسية قومية ظهرت بين الأتراك العثمانيين أواخر القرن التاسع عشر ميلادي ، هدفت إلى توحيد أبناء العرق التركي الذين ينتمون إلى لغة واحدة وثقافة واحدة.
أخذت الحركة اسمها من طوران وهي المنطقة الممتدة ما بين هضبة إيران وبحر قزوين مهد القبائل والشعوب التركية.
التورانية، المعروفة أيضاً بالبان-تورانية أو البان-تورانيانية، هي حركة سياسية قومية شاملة تعتمد على ادعاءات زائفة علمياً بشأن الروابط البيولوجية واللغوية بين مختلف المجموعات العرقية في أوراسيا. تدور الحركة حول اقتراح مهجور لعائلة لغوية تسمى الأورالية-الألطية، التي تفترض أن الشعوب التركية، والمغولية، والتونغوسية، والأورالية تتشارك في أصول من آسيا الداخلية والوسطى، وبالتالي لديها روابط ثقافية وعرقية ولغوية وثيقة. يدعو مؤيدو التورانية إلى الوحدة السياسية بين هذه المجموعات، خصوصاً لمعارضة التأثيرات الثقافية والسياسية للأوروبيين الهنود في أوروبا وجنوب آسيا، وكذلك الصينيين التبتيين في شرق آسيا. ظهرت الحركة في القرن التاسع عشر لمواجهة الأيديولوجيات القومية الشاملة مثل البان-جرمانية، واستندت إلى أفكار البان-سلافية (مثل فكرة "الأخوة والتعاون التوراني" التي تم استلهامها من مفهوم "الأخوة والتعاون السلافي").